# Иванов, Николай Иванович (полный кавалер ордена Славы)
Николай Иванович Иванов (1924-2003) — майор Советской Армии, участник Великой Отечественной войны, полный кавалер ордена Славы.

## Биография
Николай Иванов родился 2 ноября 1924 года в селе Маргаритовка (ныне — Азовский район Ростовской области). Окончил девять классов школы. В августе 1942 года Иванов был призван на службу в Рабоче-крестьянскую Красную Армию и направлен на фронт Великой Отечественной войны. Воевал наводчиком, командиром орудия 904-го артиллерийского полка. Неоднократно отличался во время боёв за освобождение Украинской ССР.
28 декабря 1943 года расчёт Иванова участвовал в бою за село Жадьки Житомирской области, уничтожив несколько пулемётных точек. 12 января 1944 года он был награждён орденом Славы 3-й степени.
14 января 1944 года в бою за населённый пункт Савичи Хмельницкой области расчёт Иванова уничтожил три пулемётные точки, один наблюдательный пункт и около взвода немецкой пехоты. 22 января 1944 года он был награждён вторым орденом Славы 3-й степени. Впоследствии, 20 декабря 1951 года, Иванов был перенаграждён орденом Славы 1-й степени.
14 октября 1944 года во время боёв за станцию Тарновце под Ужгородом расчёт Иванова уничтожил три пулемётные точки и около роты немецкой пехоты. 26 ноября 1944 года он был награждён орденом Славы 2-й степени.
После окончания войны Иванов продолжил службу в Советской Армии. В 1948 году он был демобилизован, в феврале 1949 года вернулся на службу в Вооружённые Силы. Окончил офицерские курсы при Ростовском артиллерийском училище. В 1965 году в звании майора Иванов был уволен в запас.
Проживал и работал в Ростове-на-Дону. Умер 3 мая 2003 года, похоронен на Северном кладбище Ростова-на-Дону. В городе ему установлена мемориальная доска.
Был также награждён орденами Отечественной войны 1-й степени и Красной Звезды, рядом медалей.